# 닥글롱현
닥글롱현(베트남어: Huyện Đắk Glong / 縣得格朗)은 베트남 중부 고원 지방 닥농성의 현이다.

## 행정 구역
닥글롱현은 7사를 관할하고 있다.

### 사
- 꽝케사 (Xã Quảng Khê, 廣溪社)
- 꽝선사 (Xã Quảng Sơn, 廣山社)
- 꽝화사 (Xã Quảng Hòa, 廣和社)
- 닥하사 (Xã Đắk Ha, 得呵社)
- 닥솜사 (Xã Đắk Som)
- 닥르망사 (Xã Đắk R'Măng)
- 닥쁠라오사 (Xã Đắk Plao)